# Teufel (Patriziergeschlecht)

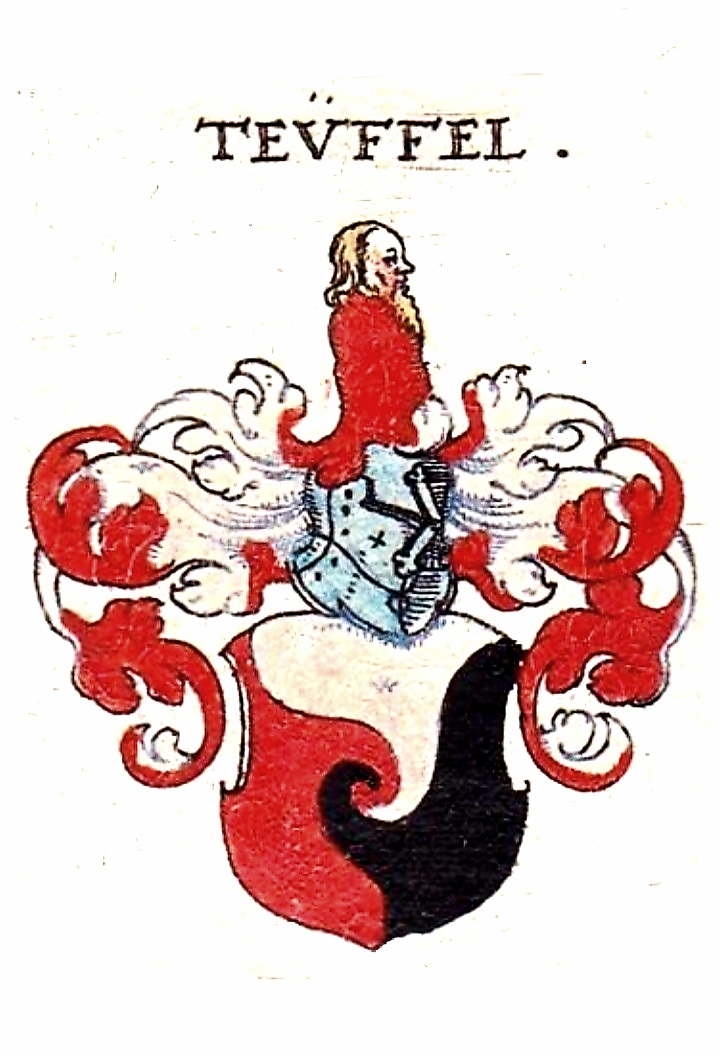
Wappen des Patriziergeschlechts Teufel

Das Geschlecht Teufel war im Spätmittelalter Teil des Würzburger und Nürnberger Patriziats. Mitglieder der Familie taten sich vor allem als Stifter von gemeinnützigen Institutionen wie Spitälern hervor.

## Geschichte
Mitglieder der Familie Teufel tauchen erstmals in der ersten Hälfte des 14. Jahrhunderts in den Quellen auf. Mechthild Teufel und ihre Söhne Wolfram, Rüdiger und Konrad erwarben im Jahr 1339 das Dorf Laub, indem sie es dem Benediktinerkloster Münsterschwarzach abkauften. Es sollte nach dem Tod der Käufer an das Bürgerspital in Würzburg gehen, das dadurch einen großen Güterzuwachs erfuhr. Die Stifter übergaben am 6. April 1340 ihr Dorf Laub an das Würzburger Bürgerspital als größte Zustiftung. Die Stiftung war mit dem Auftrag verbunden, aus den Erträgen des Dorfes insgesamt zwölf Kranke zu verpflegen und das Dorf niemals zu teilen. Die vier Stifter taten sich auch als Förderer der Abtei Bildhausen hervor. 
Daneben kann die Familie auch mit der Ausstattung der Kartause Engelgarten in Würzburg in Verbindung gebracht werden. Am 17. Dezember 1348 erwarben der Würzburger Bischof Albrecht II. von Hohenlohe und die Brüder Rüdiger und Wolfram Teufel den sogenannten „Teufelsgarten“ vor der Stadt für 600 Gulden. Hier sollte das Kloster des Kartäuserordens entstehen. Es ist unklar, ob andere Familienmitglieder das mit dem Familiennamen bezeichnete Areal bereits zuvor besaßen. Die neuere Literatur erwähnt einen gewissen Herrn Teufel als Besitzer, ohne dass dieser mit den Stiftern in einen Zusammenhang gesetzt wird. Die Umbenennung des in der Folge zum Kloster umgewidmeten Geländes soll dann auf den Bischof zurückgehen.
Im Jahr 1344 stifteten die Brüder Rüdiger und Wolfram (Wolflein) Teufel dem Klosterspital in der Stadt Kitzingen einige ihrer Besitzungen. Dazu gehörte die Wüstung Reinhardswinden zu der ein kleiner Wald oberhalb von Wohnau, heute Teil der Gemeinde Knetzgau im Landkreis Haßberge, gehörte. Daneben gelangten auch Einkünfte aus Gütern aus Kirchschönbach und dem ebenfalls wüstgefallenen Gereuth bei Bimbach zusammen mit einer einzelnen Hube in Brünnau und Besitzungen in Gernach an das Spital. Besondere Bedeutung für die Geschichte der Stadt Kitzingen hat auch die Tatsache, dass die Gebrüder für die Errichtung eines Kaufhauses in der Stadt sorgen wollten, aus dem sich später das Kitzinger Rathaus entwickelte. Die Gebrüder scheinen in Kitzingen geboren worden zu sein, erscheinen in der Stiftungsurkunde aber bereits als Würzburger Bürger. Die Brüder ließen sich mit einem Stiferepitaph im Spital verewigen, das heute im Landratsamt Kitzingen ausgestellt wird.
Mit dem Übergang einer Pitanz an das Kloster Ebrach endete die Stiftungstätigkeit von einzelnen Familienmitgliedern: 1349 gelangte der Ertrag mehrerer Weinberge nahe der Wüstung Kleinschönbach und dem Eichelberg zwischen Obervolkach und Gaibach an die Mönche. Federführender Kopf dieser Stiftung dürfte der ebenfalls auf dem Kitzinger Stiftungsepitaph aufscheinende Bruder Konrad gewesen sein, der selbst als Laienbruder in das Zisterzienserkloster Ebrach eingetreten war. Ein Stiftungsrelief mit den Gebrüdern Teufel hat sich auch an der Außenseite der Ebracher Klosterkirche erhalten. Konrad wurde zusammen mit seiner Mutter in der Klosterkirche von Ebrach bestattet, der Grabstein hat sich noch heute erhalten. Hierauf geht der volkstümliche Spruch zurück, dass „in Ebrach der Teufel und seine Mutter“ liege. Wahrscheinlich hatten die Stifter keine Nachkommen, ein Zweig der Familie wanderte in der zweiten Hälfte des 14. Jahrhunderts nach Nürnberg aus. Die Geschichte der Familie wurde vom Nürnberger Chronisten Ulman Stromer aufgezeichnet. Sie starb im Jahr 1451 aus.

## Mitglieder
Nur Teile der Stammliste lassen sich rekonstruieren:
- A1 Mathilde o. Mechthild († 1330)

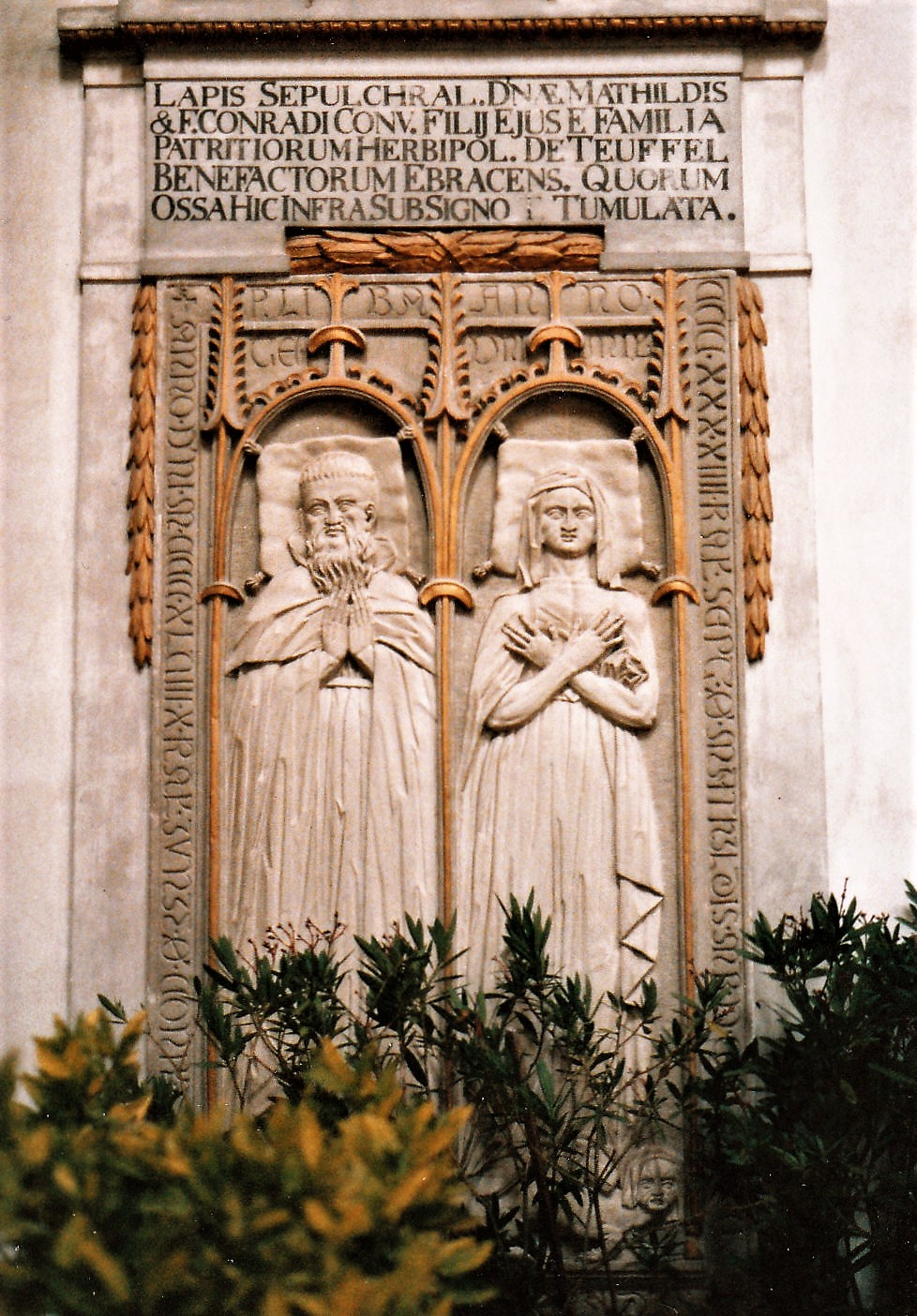
Epitaph des Konrad Teufel und seiner Mutter Mathilde in der Klosterkirche Ebrach

  - B1 Wolflein o. Wolfram (gen. 1339), Straßenname: Wolframstraße in Würzburg
  - B2 Rüdiger (gen. 1339), Straßenname: Rüdigerstraße in Würzburg
  - B3 Konrad († 1348)

Daneben werden folgende Personen zur Familie Teufel gezählt:
- A0 Konrad o. Chunradus Diabolus, Schöffe in der Reichsstadt Nürnberg
  - B0 Berthold
    - C0 Ulrich
    - C0 Berthold
    - C0 Cunz
- Hans
- Hans († 1451)

## Wappen
Das Wappen der Familie Teufel ist in Siebmachers Wappenbuch im Kapitel über das Nürnberger Patriziat überliefert. Die Blasonierung lautet: Geteilt im Schneckenschnitt von Rot, Silber und Schwarz. Als Helmzier ein rot gewandeter wachsender Mann, die Helmdecken in Silber und Rot.